# William John Sinclair
Pour les articles homonymes, voir William Sinclair et Sinclair.
  William John Sinclair  est un géologue et paléontologue américain. Il est né le 13 mai 1877 à San Francisco et mort le 25 mars 1935 à Princeton, dans le New Jersey.

## Biographie
Il obtient son diplôme en 1904 de l’université de Californie à Berkeley. Il fait ensuite sa carrière académique à Princeton et devient professeur de paléozoologie en 1930. Il dirige entre autres le musée paléontologique de Princeton à partir de 1927, un département qui ferma en 1985 et résulta en la donation des collections de fossiles de l’université de Princeton au muséum d'histoire naturelle Peabody de l'université Yale.

## Travaux
Il décrivit un nombre de nouvelles espèces fossiles dont Protapirus robustus et Mylagaulodon angulatus. Il dirigea des expéditions, en particulier à Bighorn Basin dans le Wyoming, à Snake Creek dans le Nebraska et dans les White River Badlands du Dakota du Sud.